# Höjentorp, Uddevalla kommun
Höjentorp är en bebyggelse sydväst om tätorten Uddevalla i Uddevalla kommun. Från 2015 avgränsar SCB här en småort.